# Cantonul Montmorency
Cantonul Montmorency este un canton din arondismentul Sarcelles, departamentul Val-d'Oise, regiunea Île-de-France, Franța.

## Comune
- Groslay
- Montmorency (reședință)